# Barings Bank
Barings Bank (1762—1995) foi a companhia de banco de investimento mais antiga de Londres, Inglaterra, até seu colapso em 1995, quando um dos empregados do banco, Nick Leeson, perdeu US$ 1,4 bilhão em especulação primariamente em contrato de futuros.